# Sikambri
Sikambri (latinsko Sigambri, Sicambri iz starogrškega Σύγαμβροι, Sygambroi) so bili zahodnogermansko pleme, ki je po Cezarjevem opisu živelo v Veliki Germaniji vzhodno od Rena. 

## Ozemlje
Natančen izvor Sikambrov ni znan, vendar se domneva, da so izvirali iz Spodnjega Porenja oziroma z ozemlja med Renom in Lippejem. Na podlagi zgodovinskih opisov, novejših arheoloških najdb in krajevnih imen, na primer rek, je danes mogoče okvirno določiti njihovo ozemlje.  
Tacit je s sklicevanjem na legendo o praočetu germanskih ljudstev Tuistoju Sikambre sprva uvrstil med Istveone. Njegovemu sinu Manusu so pripisovali tri sinove, po katerih so se imenovali Ingevoni, ki so bili najbližje Severnemu morju, Herminoni, ki so živeli v notranjosti, in Istevoni,  ki so živeli ob Renu. Kasij Dion med opisom pohoda proti Druzom leta 11 pr. n. št. omenja, da je bil "zgrajen most čez Lippe" in da so ljudje čezenj "napredovali v deželo Sikambrov". Na poti nazaj je vojska postavila svoj zimski tabor "med Lippejem in Porurjem na ozemlju Sikambrov". Dežela Sikambrov se je vsekakor nahajala južno od Lippeja in severno od Porurja. Iz opisov Julija Cezarja je razvidno, da je ozemlje Sikambrov na jugu mejilo na ozemlje Ubijcev.
Sikambri so bili pod cesarjem Tiberijem leta 7 pr. n. št.  v celoti ali delno izgnani in ponovno naseljeni ob reki Meuse na ozemlju Sunukov. Strabon je Sikambre skupaj s Kimbri štel za del skupine germanskih plemen, ki je živela blizu Rena in Severnega morja. Sikambri naj bi bili prvo germansko pleme, ki je imelo kralje.

## Zgodovina
Izvor plemena ni dokončno pojasnjen. Sikambri so bili verjetno vpleteni v pridobivanje ali zgolj trgovanje s svincem z območja Brilona. Okoli leta 55 pr. n. št. so medse sprejeli Usipete in Tenkterje in zavrnili njihovo izročitev Rimljanom, sklicujoč se na mejo na Renu. Leta 53 pr. n. št. napadli rimski vojaški tabor v Atuatuci v Galiji, ki mu je poveljeval Kvint Tulij Cicero.
Leta 16 pr. n. št. so Sikambri, Usipeti in Tenkterji napadali Rimljane v Germaniji na desnem bregu Rena in nato izvedli roparski pohod v Galijo. Tam so premagali rimske čete guvernerja Marka Lolija, ki so jih zasledovale. Med poraženimi je bila tudi V. legija Clades Loliana. Poraz je bil nedvomno resen udarec za Avgustov cesarski prestiž. Germanska plemena so se nato umaknila in sklenila (navidezni) mir. 
Naselitvena območja Sikambrov, Brukterov, Tenkterov in Usipetov na desnem bregu Rena nasproti ustja reke Lippe so nadzirali legijski tabori Vetera (Castra Vetera). Prav ta ljudstva so bila odgovorna za največ vdorov v Galijo. 
Sikambri  pod svojim kraljem Melo ter z njimi povezani Tenkterji in Usipeti so leta 12 pr. n. št. ponovno vdrli v Galijo. Neron Klavdij Druz je njihov napad odbil in se nato odpravil na kazenski pohod na vzhodni breg Rena. Druzov kazenski pohod je bil prvi v nizu njegovih pohodov, ki so trajali do leta 8. pr. n. št. Dokončno podreditev Sikambrov je dosegel šele cesar Tiberij leta 8 pr. n. št. Del plemena je preselil na levi breg Rena približno na ozemlju Sunukov. Sikambri so na območju Ksantena ustanovili naselbino, iz katere je nastala Colonia Ulpia Traiana. V tem času je bil opuščen rimski tabor Oberaden, verjetno zato, ker je izgubil svojo funkcijo. 
Leta 1 n. št. so Sikambri verjetno sodelovali v veliki vojni (immensum bellum, 1–5 n. š.), vstaji germanskih plemen. Devdoriks, nečak nekdanjega kralja Mela, je bil leta 17 ujet in razkazovan v Germanikovi zmagoslavni procesiji v Rimu. Ime Sikambri se je ohranilo v kasnejšem plemenskem izročilu Frankov: reimski škof je Klodvika I. ob njegovem krstu naslavljal s "pogumnim Sikambrom".

## Istovetenje Sikambrov z drugimi plemeni
Pleme Kugerni ali Kuberni, ki je živelo na območju kasnejše kolonije Ulpia Traiana, je verjetno izšlo iz tam naseljenih Sikambrov. Razen tega nekateri raziskovalci menijo, da so Sikambri istovetni z Gambrivi ali Gamabrivi, ki jih omenja Tacit. Slednji so skupaj z Marsi, Svebi in Vandali trdili, da so potomci boga Manusa.
Plinij starejši je poročal, da se je to pleme naselilo neposredno ob Renu, medtem ko ga je Strabon skupaj s Heruski in Hati umestil na reko Weser. Obstaja tudi mnenje, da je mogoče s Sikambri poistovetiti tudi Marsije, ki sicer niso bili deležni preselitve na levi breg Rena.

## Pomen imena
Ime Sikambri je zapisano zelo različno, med drugim kot Sugambri, Sigambri, Sugambroji, Sukumbri in Sukambri. Natančna etimološka razlaga imena je zato težka, vendar se običajno povezuje z germanskim korenom gambra (močan, energičen, goreč). Obstajajo tudi različne razlage imena iz keltščine. Povezave njihovega imena z regijami Sauerland, Siegerland ali reko Sieg je povsem špekulativna in etimološko nedopustna. 

## Znani Sikambri
V poročilih cesarja Avgusta in Strabona je z imeni omenjenih nekaj Sikambrov: Melo, kralj ali princ Sikambrov, pod čigar poveljstvom so okoli leta 12 pr. n. št. vdrli v Galijo, njegov brat Bajotriks in sin Devdoriks.